# Isabel de Bobadilla
Isabel de Bobadilla también conocida como Inés de Bobadilla  (n. Corona de Castilla, ca. 1505 – f. ib., 1546) fue una noble española, hija de Pedro Arias Dávila e Isabel de Bobadilla y Peñalosa y esposa de Hernando de Soto. Cuando este viajó a Florida, durante su gobierno de Cuba, dejó a cargo de la misma a Isabel que administró el archipiélago como gobernadora y capitán general entre 1539 y 1544.

## Biografía

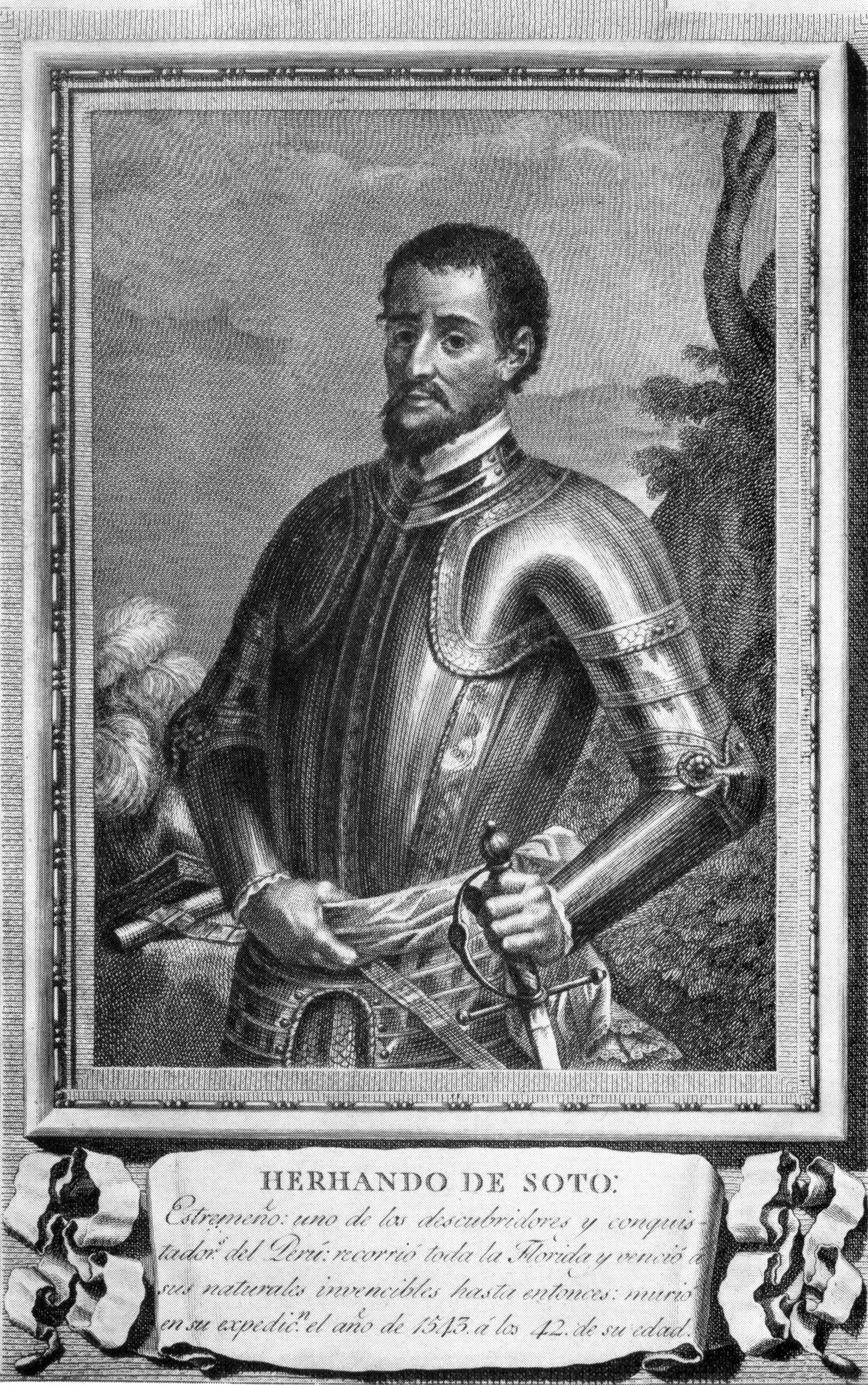
Grabado de Hernando de Soto, marido de Isabel, en la Library of Congress.
«HERNANDO DE SOTO: extremeño, uno de los descubridores y conquistador del Perú: recorrió toda la Florida y venció a sus naturales invencibles hasta entonces; murió en su expedición: el año de 1543 a los 42 de su edad».

Isabel de Bobadilla nació probablemente en 1505, en España. Era hija del noble, político y militar castellano Pedro Arias Dávila —que fue gobernador y capitán general de Castilla del Oro, y gobernador de Nicaragua (1528-1531)— y de Isabel de Bobadilla y Peñalosa. Tuvo, al menos, cuatro hermanos: Arias Gonzalo Dávilas, Elvira de Bobadilla, fray Francisco de Bobadilla (que vivió en el monasterio de Santo Domingo y viajó junto a su hermana y Hernando de Soto a Cuba, residiendo en La Habana) y María Arias de Peñalosa.
Isabel de Bobadilla se casó en 1537 con Hernando de Soto, un ya reputado y enriquecido conquistador español, antiguo protegido de su padre,  que había participado en la conquista del Perú con Pizarro. Gracias a sus contactos y fama, de Soto logró entrevistarse en 1538 con el emperador Carlos V, a quien solicitó autorización para realizar una nueva expedición a La Florida, que costearía con sus propios medios y ofreciendo a la Corona la mitad de las ganancias de la empresa.
El emperador le nombró adelantado, capitán general de todas las tierras descubiertas y gobernador de Cuba. De Soto vendió gran parte de sus bienes y se equipó para realizar la expedición en aquellas tierras casi inexploradas. Su misión sería conquistar, situarse, y «pacificar» los territorios desconocidos. Comprometía toda su fortuna, pero en caso de éxito, sería dueño de un inmenso territorio, prácticamente todo lo que había al norte del entonces virreinato de la Nueva España.
La nobleza de Isabel, su fortuna, la protección que desde muy niño le había prestado su padre a De Soto, la riqueza de su familia y las amplias y valiosas relaciones que poseía con personajes de la época, así como la belleza, inteligencia y discreción que adornaban su persona, han hecho de esta mujer una figura que se destaca con caracteres propios y relevantes junto a su marido, siendo imposible hablar de este ni de su gobierno en Cuba ni de su expedición a La Florida, sin mencionar, también, de manera muy singular, a Isabel de Bobadilla.
Tras ese nombramiento Isabel y Hernando se trasladaron a Cuba. La expedición llegó a Santiago de Cuba el 7 de junio de 1538, y en el mes de agosto partió Isabel con su familia y la infantería, en los cinco barcos que constituían la flota, rumbo a la villa de La Habana, mientras Soto, sus oficiales y caballerías, hacían el viaje por tierra. En las Navidades de aquel año ya se encontraba reunida en La Habana toda la familia.
Fue Hernando de Soto el iniciador de las obras de la primitiva fuerza habanera. Más tarde, y al mismo tiempo que se construía la fortaleza, edificó Isabel una casa (en la que aún residía en marzo de 1544, un año y nueve meses después de fallecido su marido, y cuando se preparaba ella para regresar a España). Cuando Soto viajó a Florida en 1539, el 17 de mayo del mismo año dejó su cargo de administrador del archipiélago a su esposa Isabel de Bobadilla, quien lo administró como gobernadora y capitán general entre 1539 y 1544. Isabel de Bobadilla se convirtió, así, en la primera y única mujer que ostentó la máxima autoridad de la isla, durante el largo período virreinal de cuatro siglos.
Soto, antes de partir para La Florida, otorgó en 17 de mayo de 1539 un poder general a favor de su esposa, ante el escribano Francisco de Alcócer. "...y de esos 300,000 maravedís de renta anual, se hagan dos partes, la una para que su mujer la goce por todo el tiempo de su vida, y la otra para dotar cada año a tres doncellas huérfanas y pobres, hijasdalgos, lo que dará cumplimiento su esposa a quien ella nombrase". En enero de 1544 tenía Isabel a su servicio particular y el de sus fincas, once esclavos.
Luego de esperar durante años el regreso de su marido, tras conocer su muerte, Isabel regresó probablemente a España junto a su familia, llevando sus bienes que, aunque no pocos, ahora se acrecentaban por la muerte de su esposo De Soto. Murió dos años después, en 1546.

## Legado
- En La Habana, en lo alto del Castillo de la Real Fuerza, fue construida una estatua de Isabel de Bobadilla, basándose en la leyenda que señala que, tras la ida de De Soto a Florida, Isabel lo estuvo esperando en ese castillo durante años hasta que supo de su muerte, tras lo cual habría fallecido ella también al no ser capaz de sobreponerse al dolor que esta desgracia le produjo. Esta estatua es actualmente conocida como La Giraldilla, y es considerado el símbolo más importante de La Habana. El almirante Juan de Bitrián y Viamonte, quien gobernó Cuba entre 1630 y 1634, ordenó su fundición en bronce. La estatua original está en el Museo de La Habana para protegerla del deterioro por su exposición al medio ambiente, siendo la del castillo una réplica.[4]